# 映画:ブレードランナー
『映画:ブレードランナー』（えいが ブレードランナー、原題：Blade Runner (a movie)）は、ウィリアム・S・バロウズが1979年に発表した小説。
原題は1980年代の再版で "Blade Runner, a movie" に変更されている。日本語訳初版のタイトルも単に『ブレードランナー』であるが、中表紙や訳者による後書きでは、より原題の直訳に近い『映画:ブレードランナー』となっている。元はアラン・E・ナースが1974年に発表した小説 "The Bladerunner" を映画化用に翻案したものであったが、諸事情から小説として発表された。その後、記事や評論などで本作が言及される際は、後述する同題の映画やナース作品と区別するために、後者の題が使われることが多い。日本語訳が1990年にトレヴィルから発行、リブロポートから発売された。
フィリップ・K・ディックの『アンドロイドは電気羊の夢を見るか?』を原作とした1982年の映画『ブレードランナー』とは内容的には無関係だが、映画制作サイドが主人公デッカードに相応しい職業名を探していた際、脚本のハンプトン・ファンチャーがファンであったバロウズの同著に目をつけ、使用料を払って映画に借用した。そのため、エンドロールには、バロウズとナースへの謝辞が表示されている。

## あらすじ
舞台は2014年のニューヨーク。1980年以前からの高福祉高負担政策と過度の医療普及により、人口爆発と免疫力低下が起こっていた。また政府は個人医療を非合法化したため、医療のアングラ化が起こっていた。これらのアングラ医療組織からアングラ医師や患者たちへ非合法な医薬品を届ける運び屋をブレードランナーと呼んでいた。主人公のビルはゲイのブレードランナー。ビルや恋人のロバーツは、加速癌の抗体となるB23ウイルスを撒布するためにニューヨークの街に繰り出した。しかし、目が覚めると1914年に戻っていた。

## 用語解説
- ヤサ：警察の隠語で「家宅」という意味
- エングラム：無意識のうちに聞いた言葉によって生じるトラウマ